# Tony Kanal
Tony Kanal Ashwin (Londen, 27 augustus 1970) is een Britse muzikant, producer en songwriter. Kanal is de bassist van de Amerikaanse rockgroep No Doubt. Hij zingt soms ook met anderen artiesten, zoals reggae zanger Elan Atias en collega No Doubt bandmate Gwen Stefani. Van 2018 tot 2019 was Kanal de tijdelijke bassist voor The Offspring ter vervanging voor Greg K. na zijn vertrek in 2018
- MusicBrainz: bfeb843d-d3b1-4308-b81a-8dce7c2eecbe
- Nationale Bibliotheek van Tsjechië: xx0195360
- Virtual International Authority File: 5149196513574792079